# Серет
Се́рет (укр. Серет) — река в Тернопольской области Украины, левый приток Днестра.
Длина реки — 242 км (с Правым Серетом), площадь водосборного бассейна — 3900 км².
Исток находится в предгорьях Карпат, на границе Тернопольского района Тернопольской области и Золочевского района Львовской области, в нескольких километрах южнее истока Западного Буга.
Река течёт общим направлением на юг через всю Тернопольскую область, рассекая её пополам, и впадает в Днестр на границе с Черновицкой областью, возле деревни Городок. Высота устья — 140,3 м над уровнем моря.
В нижнем течении Серет протекает по глубокому, узкому оврагу.
На берегах Серета расположены города: Тернополь, Теребовля, Чортков.
На левом берегу Серета находится пещера Вертеба.
У истоков Серета находился древнерусский город Плеснеск площадью 160 га.
Летом 1916 года, в ходе Первой мировой войны, на берегах Серета происходили ожесточённые бои между австро-венгро-немецкими и русскими войсками.
В ЭСБЕ упоминается как «Сереть».

## Притоки
Притоки: Черкаска, Серет Правый, Серет Левый, Тупа, Смолянка, Должанка, Гнезна, Бродок, Верховинка, Вятына, Грабарка и другие.

## Гидрология
Питание реки смешанное, с преобладанием снегового. Средний расход воды — 12 м³/с(в 77 км от устья). Ледостав на реке наблюдается не каждый год, ледовые явления с середины ноября до начала апреля. По состоянию на начало 1970 годов на реке функционировали — 8 малых ГЭС и водохранилищ.
Ширина русла:
- в верхнем течении — 4 — 10 метров.
- в нижнем течении — 25 — 50 метров.